# Spin 1ne 2wo
Spin 1ne 2wo è un supergruppo inglese attivo nel 1993 e formato da Phil Palmer, Paul Carrack, Steve Ferrone, Rupert Hine e Tony Levin.
Ha pubblicato un album omonimo, composto da cover di classici del rock completamente riarrangiate. Da questo disco è stato estratto il singolo Can't Find My Way Home/Black Dog e sono stati realizzati dei videoclip per i brani All Along the Watchtower e Can't Find My Way Home.
Tanti grandi musicisti vengono riuniti per idea della label: un loro amico che lavorava presso la Sony italiana, Fabrizio Intra, sognava di assemblare questo super gruppo e fece in modo di realizzare un progetto all'apparenza tanto ambizioso quanto difficile da attuare, e invece in un paio di settimane passate nei Metropolis Studios di Londra l'album era finito. Del resto il materiale era già bell'e pronto, in quanto si tratta di dodici cover (la versione in vinile è priva di Black Dog),

## Formazione
- Phil Palmer - chitarra
- Paul Carrack - voce e tastiere
- Steve Ferrone - batteria
- Rupert Hine - tastiere, cori, armonica
- Tony Levin -  basso, Chapman stick